# Alfonsina Strada
Alfonsa Rosa Maria "Alfonsina" Morini, mais conhecida como Alfonsina Strada (Castelfranco Emilia, 16 de março de 1891 - Milão, 13 de setembro de 1959) foi uma ciclista italiana, a primeira mulher a competir em corridas de homens, como o Giro di Lombardia de 1917 e 1918 e a Volta a Itália. É considerada entre as pioneiras da participação feminina no desporto.

## Biografia

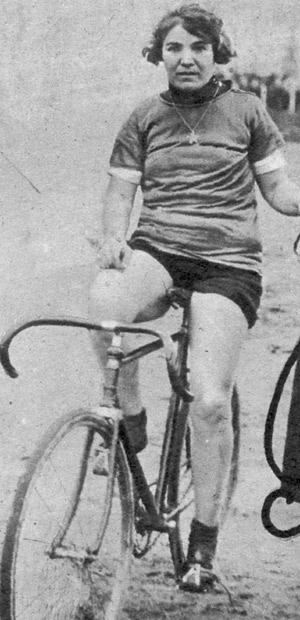
Alfonsina Strada na década de 1920.

### As origens
Alfonsina Morini, nascida Alfonsa Rosa Maria, foi a segunda de dez filhos de Carlo Morini e Virginia Marchesini, um casal de trabalhadores analfabetos que trabalhavam no campo da região da Emilia. A primeira bicicleta foi uma do seu pai, à beira do desgaste mas ainda funcionava. Alfonsina aprendeu a montar neste veículo, a descoberta da bicicleta foi uma verdadeira paixão, e antes dos catorze anos a jovem já tinha encontrado uma maneira de participar em diversos concursos em segredo dos seus pais, a quem mentiu dizendo que iam à missa dominical.
A sua mãe, após descobrir o facto, disse-lhe que para seguir correndo ela teria que se casar e se ir de casa. À idade de catorze anos, em 1905, casou-se com um mecânico e cinzelador, Luigi Strada, com quem mudou-se a Milão; como presente do casamento, ele conseguiu uma bicicleta. O seu marido resultou ser o seu primeiro seguidor e gerente.

### As primeiras corridas
Em 1907, com dezasseis anos, foi-se a Turim , uma cidade onde o ciclismo tinha jogado raízes e onde as mulheres sobre duas rodas não eram motivo de escândalo particular . Na antiga capital do Reino começou a competir, também superando à famosa Giuseppina Carignano e ganhando o título de "Melhor ciclista italiana" . Ainda em Turim conheceu a Carlo Messori, também Emilian, quem convenceu a Alfonsina para que o acompanhasse no Grande Prêmio de São Petersburgo em 1909, na Rússia ; nesta ocasião, Morini recebeu uma medalha do czar Nicolas II . Quando se converteu em viúva, Messori se converteu em seu segundo marido.
Em 1911 em Moncalieri estabeleceu o recorde mundial de velocidade da mulher, atingindo uma velocidade de 37.192 quilómetros por hora, superando a estabelecida oito anos antes pela francesa Louise Roger.

### Os dois Tours di Lombardia
Em 1917, no apogeu da Grande Guerra , Alfonsina apresentou-se na redação da La Gazzetta, o organizador diário, para solicitar unir ao Giro di Lombardia . Nenhuma regulação impediu-o, sendo inscrita como um aficionado de segunda classe, pelo que Armando Cougnet , dono das corridas, aceitou o registo; foi a primeira vez que a Emiliana participou numa corrida em estrada desafiando aos atletas masculinos. Depois descolou a 4 de novembro de 1917 em Milão junto com os outros 43 corredores na corrida, incluindo a Gaetano Belloni, Philippe Thys, Costante Girardengo, várias vezes felicitada com ela, e Henri Pélissier. A chegada foi em Milão, no parque Trotter, após que a corrida tocasse a Varese, Como, Lecco e Monza durante os seus 204 quilómetros; foi o belga Thys quem esteve em frente a Pélissier; Belloni chegou sexto, Girardengo o décimo; Alfonsina Morini foi a última das que completaram a linha de meta, a uma hora e meia do vencedor e junto com outros dois ciclistas, Sigbaldi e Augé. Após ela, uns vinte corredores que não terminaram a corrida.
A presença de Alfonsina Morini Strada nesta corrida foi considerado uma rareza que causou comentários pujantes, mas, apesar disto, a ciclista se inscreveu na edição de 1918 da Milão-Módena, no entanto, teve que se retirar quase imediatamente devido a uma queda.
Em novembro do mesmo ano reinscreveu-se em Lombardia : de quarenta e nove membros, só trinta e seis apareceram na linha de partida; durante a corrida teve catorze abandonos; A vitória foi de Belloni, enquanto Alfonsina chegou entre os vinte primeiros, a 23 minutos, superando no sprint a Como Carlo Colombo, portanto relegado ao último lugar entre os que tinham terminado a corrida. O objetivo da "rainha do pedal", este era um de seus apelidos, tinha-se convertido o de participar no Giro d'Italia.

### O Giro d'Italia de 1924
Após participar em dois Giros di Lombardia, em 1924, Emilio Colombo e Armando Cougnet , respetivamente director e director da La Gazzetta dello Sport, permitiram-lhe inscrever no Giro de Itália desse ano. Provavelmente foi uma eleição de puro carácter promocional: para participar, as equipas mais prestigiosos tinham pedido recompensas em numerário, e os organizadores tinham decidido abandonar a corrida. Pelo que se abriu a participação aos ciclistas individuais. Ainda que seu nome não foi aceite definitivamente até apenas três dias antes do início da corrida.
O Giro de 1924 cruzou a península itálica durante 3.613 quilómetros, com 12 etapas, intercaladas com 11 dias de descanso. 108 inscritos, dos que só noventa se apresentaram ao início. Naturalmente para Alfonsina Morini Strada foi muito difícil manter o ritmo dos colegas masculinos, mas a cada vez conseguiu chegar à linha de meta, ainda que sempre com algumas tempo de atraso; no entanto, com frequência detinha-se a dar postais autografiadas aos seguidores.
Superou o tempo máximo durante a etapa L'Aquila - Perugia. Inicialmente, alguns membros do júri (incluído o próprio Colombo) não a queriam sacar da corrida, tendo em conta também o longo tempo que perdeu devido a quedas e pinchados. Mas mais tarde optou-se por uma linha dura: Alfonsina Morini Strada foi excluída da classificação geral, uma decisão que podem se ver influídos pelo ambiente no momento da igualdade entre homens e mulheres estava longe de ser atingido, e mau um tolerava a uma mulher que não só desafiava abertamente aos homens, mas também que inclusive conseguia vencer a alguns deles. No entanto, decidiu-se comprometer-se: Alfonsina poderia participar em todas as etapas restantes, mas o seu tempo não séria contabilizado para a classificação. Noventa iniciaram em Milão, só trinta completaram a corrida, e assim, entre eles, esteve Alfonsina Morini Strada. Quem foi a grande atração do público e a imprensa durante a corrida.
O machismo reinante impediu-lhe participar nos anos seguintes, mas a ciclista ganhou não menos de 36 corridas contra homólogos masculinos e ganhou a admiração de muitos campeões de ciclismo como Costante Girardengo .

### A memória de Alfonsina
Na colecção de contos de Gianni Celati, titulada Narratori delle pianure (Feltrinelli, 1985), a história do corredor e a sua amante está inspirada na sua figura.
Em 2004 publicou-se o livro escrito por Paolo Facchinetti. 'Nos anos regentes de Alfonsina Strada - A novela da única mulher que correu o Giro de Itália junto com os homens' (Edicicloeditore). O livro estará inspirado no guião do filme escrito por Agostino Ferrente e Andrea Satta, vocalista do grupo Têtes de Bois.